# Ferranti-effect
Het Ferranti-effect is het verschijnsel dat in lange hoogspanningsverbindingen met grote capaciteit bij plotseling uitschakelen van de belasting de elektrische spanning aan het einde van de verbinding hoger is dan aan het begin daarvan. Het effect treedt ook op aan het onbelaste uiteinde van een verbinding als die wordt ingeschakeld. 
De Britse elektrotechnicus Sebastian Ziani de Ferranti, naar wie dit effect genoemd is, ontdekte het effect in 1890 bij tests tijdens de inbedrijfsname van de elektriciteitscentrale in Deptford, de eerste hoogspanningscentrale die een groot deel van centraal Londen van elektriciteit moest voorzien. Wat Ferranti niet in zijn ontwerp had voorzien was dat bij plotselinge uitval en inschakeling de lange transportlijnen (ca. 11 km) een wezenlijk effect hadden op de spanning aan de verbruikerszijde, indien de lijn vrijwel onbelast werd bedreven.

## Verklaring

Kabelvervangingsschema, waarbij alle capaciteit verzameld is in het midden

Bijbehorend wijzerdiagram

In hoogspanningsverbindigen vormen de geleiders met daartussen isolatiemateriaal een condensator met capaciteit {\displaystyle C}, die gelijkmatig verdeeld (gedistribueerd) is volgens {\displaystyle c} per lengte-eenheid, over de lijn. Ook heeft de lijn per lengte-eenheid een zekere zelfinductie {\displaystyle l}, resulterend in een totale zelfinductie {\displaystyle L}. De ohmse weerstand {\displaystyle R} is min of meer verwaarloosbaar. De lijn neemt als gevolg daarvan een capacitieve laadstroom {\displaystyle I_{C}} uit het net op. De wisselstroom die door de lijn vloeit heeft een frequentie {\displaystyle f}, dus een hoekfrequentie {\displaystyle \omega =2\pi f}.

### Afleiding
Volgens de theorie van transmissielijnen is de (complexe) amplitude {\displaystyle u_{out}} van de uitgangsspanning aan het uiteinde van een lijn met lengte {\displaystyle D} gelijk aan: 
{\displaystyle u_{\text{out}}={\tfrac {1}{2}}(u_{0}+i_{0}Z_{0})e^{-j\varphi }+{\tfrac {1}{2}}(u_{0}-i_{0}Z_{0})e^{+j\varphi }},
waarin
{\displaystyle u_{0},i_{0}} respectievelijk de ingangsspanning en ingangsstroom zijn,
{\displaystyle Z_{0}={\sqrt {l/c}}={\sqrt {L/C}}} de karakteristieke impedantie is, en
{\displaystyle \varphi =\omega {\sqrt {LC}}} de totale fasedraaiing.
Met:
{\displaystyle Z_{\text{in}}={\frac {u_{0}}{i_{0}}}} de ingangsimpedantie
geldt dus:
{\displaystyle {\frac {u_{\text{out}}}{u_{0}}}={\tfrac {1}{2}}\left(1+{\frac {Z_{0}}{Z_{\text{in}}}}\right)e^{-j\varphi }+{\tfrac {1}{2}}\left(1-{\frac {Z_{0}}{Z_{\text{in}}}}\right)e^{+j\varphi }}
{\displaystyle ={\tfrac {1}{2}}\left(1+{\frac {Z_{0}}{Z_{\text{in}}}}\right)(\cos(\varphi )-j\sin(\varphi ))+{\tfrac {1}{2}}\left(1-{\frac {Z_{0}}{Z_{in}}}\right)(\cos(\varphi )+j\sin(\varphi ))}
{\displaystyle =\cos(\varphi )-j{\frac {Z_{0}}{Z_{\text{in}}}}\sin(\varphi )}
Voor een lijn met open uiteinde is:
{\displaystyle Z_{\text{in}}=Z_{\text{open}}={\frac {Z_{0}}{\tanh(\gamma D)}}},
waarin 
{\displaystyle \gamma =j\omega {\sqrt {LC}}/D} de voortplantingscoëfficiënt is.
Dus
{\displaystyle {\frac {Z_{0}}{Z_{\text{in}}}}=\tanh(\gamma D)=\tanh(j\varphi )=j\,\tan(\varphi )},
zodat:
{\displaystyle {\frac {u_{\text{out}}}{u_{0}}}=\cos(\varphi )+\tan(\varphi )\sin(\varphi )={\frac {1}{\cos(\varphi )}}\left(\cos ^{2}(\varphi )+\sin ^{2}(\varphi )\right)}
{\displaystyle ={\frac {1}{\cos(\varphi )}}\approx {\frac {1}{1-{\tfrac {1}{2}}\omega ^{2}LC}}}

## Gevolgen
Omdat zowel de zelfinductie als de capaciteit toenemen met de lengte, neemt de spanningsverhoging kwadratisch toe met de lengte van de hoogspanningsverbinding. Vanwege de hogere capaciteit is het Ferranti-effect veel prominter aanwezig in grondkabels, zelfs bij korte kabellengtes. Om dit effect tegen te gaan worden hoogspanningsnetten voorzien van compensatiespoelen, waarmee de capaciteit van de kabels gecompenseerd wordt, wat ervoor zorgt dat spanningsverhoging aan het einde van de lijn wordt beperkt.

## Praktijk
Een bepaald type ondergrondse hoogspanningskabel voor 400 kV heeft als kenmerken:
- een zelfinductie van ca. 0,6 μH/m
- een capaciteit van ca. 0,2 nF/m
- een karakteristieke impedantie van 50 Ω
- de doorsnee van een ader is 2000 mm²
- een nominaal te transporteren vermogen van  1 GW

De onderstaande tabel geeft voor een aantal lengtes de toename van de spanning als gevolg van het Ferranti-effect voor de onbelaste lijn bij een frequentie van 50 Hz.
| lengte (km) | toename |
| ----------- | ------- |
| 10          | 0,06 %  |
| 20          | 0,24 %  |
| 50          | 1,5 %   |
| 100         | 6,2 %   |